# Sękowa (gemeente)
De gemeente Sękowa is een landgemeente in het Poolse woiwodschap Klein-Polen, in powiat Gorlicki.
De zetel van de gemeente is in Sękowa.
Op 30 juni 2004 telde de gemeente 4743 inwoners.

## Oppervlaktegegevens
In 2002 bedroeg de totale oppervlakte van gemeente Sękowa 194,75 km², waarvan:
- agrarisch gebied: 29%
- bossen: 68%

De gemeente beslaat 20,13% van de totale oppervlakte van de powiat.

## Demografie
Stand op 30 juni 2004:
| Omschrijving                   | Totaal | Totaal | Vrouwen | Vrouwen | Mannen | Mannen |
| ------------------------------ | ------ | ------ | ------- | ------- | ------ | ------ |
| eenheid                        | aantal | %      | aantal  | %       | aantal | %      |
| inwoners                       | 4743   | 100    | 2368    | 49,9    | 2375   | 50,1   |
| bevolkingsdichtheid (inw./km²) | 24,4   | 24,4   | 12,2    | 12,2    | 12,2   | 12,2   |

In 2002 bedroeg het gemiddelde inkomen per inwoner 1513,22 zł.

## Aangrenzende gemeenten
Dębowiec, Gorlice, Krempna, Lipinki, Osiek Jasielski, Uście Gorlickie.
De gemeente grenst aan Slowakije.